# 2020年加利福尼亞州19號提案
19號提案（英語：Proposition 19，專有名詞縮寫），是美國加利福尼亞州於2020年11月3日通過的一次公投，提案訴求修正第11號憲法修正案（Constitutional Amendment No. 11，專有名詞縮寫），修正繼承非自用住宅、商業地產房屋稅稅率，及為55歲及55歲以上、身心障礙和自然災害受害屋主提供擴大房屋稅減稅優惠，並為森林野火應對提供救助資金。

## 關聯條目
- 1975年加利福尼亚州8号提案
- 1978年加利福尼亚州13号提案
- 1986年加利福尼亚州58号提案
- 1986年加利福尼亚州60号提案
- 1988年加利福尼亚州90号提案
- 1996年加利福尼亚州193号提案